# Collat
Collat – miejscowość i gmina we Francji, w regionie Owernia-Rodan-Alpy, w departamencie Górna Loara.
Według danych na rok 1990 gminę zamieszkiwało 96 osób, a gęstość zaludnienia wynosiła 9 osób/km² (wśród 1310 gmin Owernii Collat plasuje się na 747. miejscu pod względem liczby ludności, natomiast pod względem powierzchni na miejscu 785.).